# 朝比奈インターチェンジ
朝比奈インターチェンジ（あさひなインターチェンジ）は、神奈川県横浜市金沢区にある横浜横須賀道路本線のインターチェンジである。

## 概要
ここから環状4号線を東へ向かうと金沢八景方面・国道16号へ、北西へ向かうと栄区方面へ、また県道金沢鎌倉線の朝比奈峠を越えると鎌倉市街へ至る。
横浜霊園や鎌倉霊園などの大規模な霊園が近くにあるので、お墓参りのシーズン（旧盆、春分の日、秋分の日の前後）には出口渋滞が激しくなる。また、鎌倉や逗子、江ノ島方面へのインターチェンジともなることから、ゴールデンウィークなどの連休の際も同様である。
神奈川県警察高速道路交通警察隊の朝比奈分駐所が併設されている。

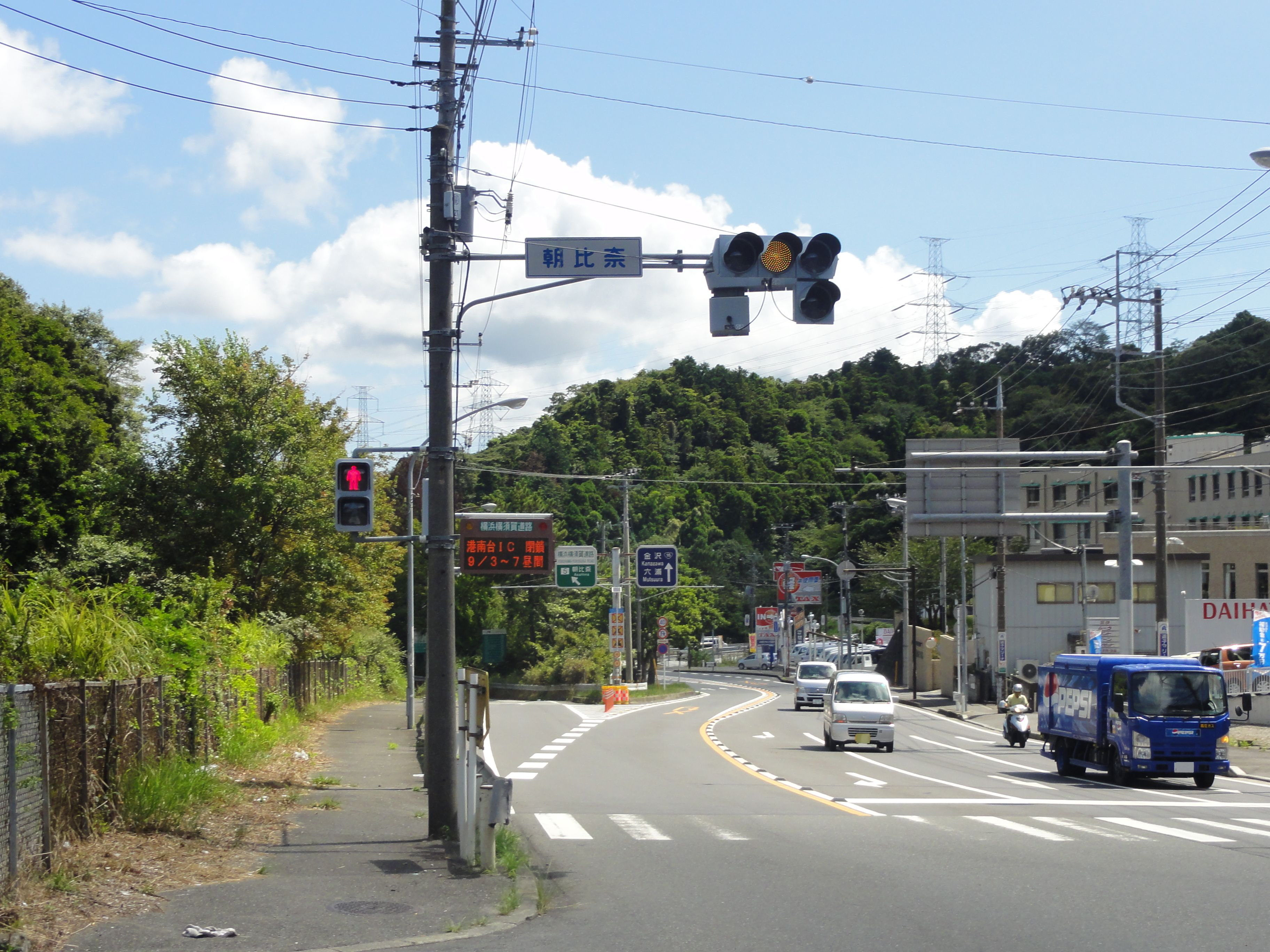
環状4号からの朝比奈IC入口（中央左）。右（映っていない）には朝比奈峠への入口がある。

## 道路
- E16 横浜横須賀道路(5番)
- 神奈川県道23号原宿六ツ浦線（環状4号線）
- 神奈川県道204号金沢鎌倉線

## 料金所

### 入口
- ブース数：4
  - ETC専用：1
  - ETC/一般：1
  - 一般：2

### 出口
- ブース数:8
  - ETC専用：1
  - 一般：7

## 歴史
- 1979年（昭和54年）12月6日 : 日野IC - 朝比奈IC間が開通に伴い、国道16号南横浜バイパスのICとして部分供用。
- 1980年（昭和55年）9月9日 : 路線名が改称され、横浜横須賀道路のICになる。
- 1982年（昭和57年）4月8日 : 朝比奈IC - 逗子IC間開通に伴い全面供用。

## 周辺
- 駅
  - 京急本線、京急逗子線（金沢文庫駅、金沢八景駅、六浦駅）
- 施設
  - 横浜自然観察の森
  - 朝比奈北市民の森
  - 関東学院大学 金沢文庫キャンパス
  - 横浜霊園
  - 鎌倉霊園
  - 横浜市南部斎場
  - 横浜市立金沢動物園
  - 横浜市立朝比奈小学校
  - 横浜市立大道中学校

## 隣
E16 横浜横須賀道路
(4) 港南台IC - (4-1) 釜利谷JCT - (5)朝比奈IC - (6) 逗子IC